# Tombolo (Italie)
Pour les articles homonymes, voir Tombolo (homonymie).
Tombolo est une commune italienne de la province de Padoue, dans la région Vénétie.

## Personnalités liées
- Pie X, pape, a été prêtre dans la paroisse autour de 1860.
- Giuseppe Beghetto (1939-), coureur cycliste, spécialiste de la vitesse sur piste, champion olympique, est né à Tombolo.
- Ennio Doris (1940-2021), industriel italien, est né à Tombolo.

## Administration
| Période                                  | Période | Identité | Étiquette | Qualité |
| ---------------------------------------- | ------- | -------- | --------- | ------- |
|                                          |         |          |           |         |
| Les données manquantes sont à compléter. |         |          |           |         |

### Hameaux
Onaraconda.

### Communes limitrophes
Cittadella, Galliera Veneta, San Giorgio in Bosco, San Martino di Lupari, Villa del Conte.